# Парк відпочинку (Парк Перемоги, Мукачево)
Парк відпочинку (Парк Перемоги) — парк-пам'ятка садово-паркового мистецтва місцевого значення в Україні. Об'єкт розташований на території Мукачівського району Закарпатської області, в місті Мукачеве, на лівобережжі річки Латориця, при вул. Садовій.
Площа — 10,864 га, статус отриманий у 1984 році.